# Мелкие боги
«Мелкие боги» (англ. Small Gods) — юмористическое фэнтези известного английского писателя Терри Пратчетта, написано в 1992 году.
Тринадцатая книга из цикла «Плоский мир», не входит ни в один из подциклов.

## Аннотация
Эта история произошла давным-давно, когда по пустыне ещё бродили горящие кусты и разговаривали со случайными прохожими (человек, который имеет привычку гулять по пустыне, ничуточки не удивится, если с ним вдруг заговорит ящерица, булыжник, а тем более куст).

Именно тогда церковь Великого Бога Ома ждала пришествия очередного пророка, который вот-вот должен был явиться, поскольку пророки — весьма обязательные люди и чётко следуют установленному расписанию. Именно тогда юный послушник по имени Брута обнаружил в саду маленькую черепашку, которая на поверку оказалась тем самым Великим Богом Омом… А вообще, эта история про черепах и орлов, а также про то, почему черепахи не умеют летать.

## Сюжет
Послушник Цитадели, Брута — юноша шестнадцати лет, полноват и кажется тупицей, но у него есть одна феноменальная особенность — абсолютная память. Он искренне верит в бога Ома, и вот однажды к нему обращается маленькая черепашка и заявляет что она — и есть Ом. Через некоторое время Брута решает поверить ей.
Тем временем дьякон Ворбис, фактический глава Омнии (де-юре он — эксквизитор Цитадели), решает завоевать Эфеб. Разработав хитроумный план, он, благодаря случаю, узнаёт о способностях Бруты и берёт его с собой в Эфеб, чтобы воспользоваться его памятью.

## Главные герои
- Брута
- Бог Ом
- Ворбис